# Bluszczów
Bluszczów (prononciation : [ˈbluʂt͡ʂuf]) est une localité polonaise de la gmina de Gorzyce, située dans le powiat de Wodzisław en voïvodie de Silésie.